# Sankt Johann bei Herberstein
Sankt Johann bei Herberstein è una frazione di 381 abitanti del comune austriaco di Feistritztal, nel distretto di Hartberg-Fürstenfeld (Stiria). Già comune autonomo, il 1º gennaio 2015 è stato fuso con gli altri ex comuni di Blaindorf, Kaibing, Siegersdorf bei Herberstein e Hirnsdorf per costituire il nuovo comune.